# TKB-011 2M突击步枪
TKB-011（俄语：ТКБ-011；ТКБ，全寫：Тульское Конструкторское Бюро，意為：圖拉設計局）、TKB-011M（俄语：ТКБ-011М）和TKB-011 2M（俄语：ТКБ-011 2М）是一款由苏联輕兵器設計師尼古拉·M·西耶夫於1963年至1965年期間設計的犢牛式突击步枪，可以全自動射擊，發射7.62×39毫米苏联口徑步枪子彈。

## 概述
這種武器的內部是由钢所製成，而外部則是由木層壓而成。這種突击步枪與TKB-022PM一樣是第一種使用前置式拋殼口的突擊步槍，由一段經機匣內部的彈殼槽導引至槍口上拋殼口並向右自然排出，解決了左手射擊時彈殼拋向射手面部及氣體灼傷的問題，而射擊時首發彈殼會留在彈殼槽內，直至射擊至數發，首發彈殼才會排出。現在的FN F2000亦有使用類似的設計。

## 圖集

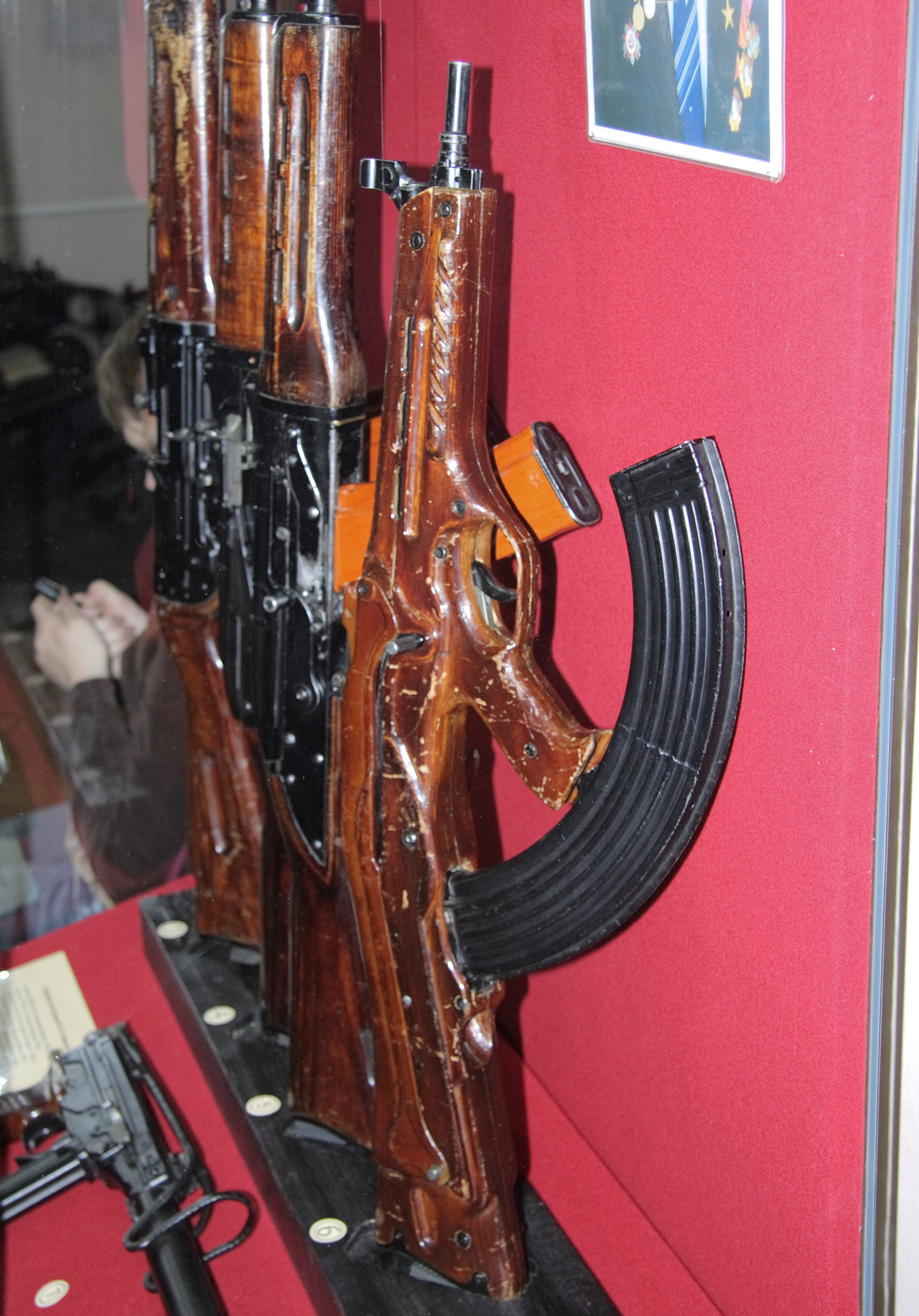
在圖拉國家武器博物館上展出的TKB-011突擊步槍
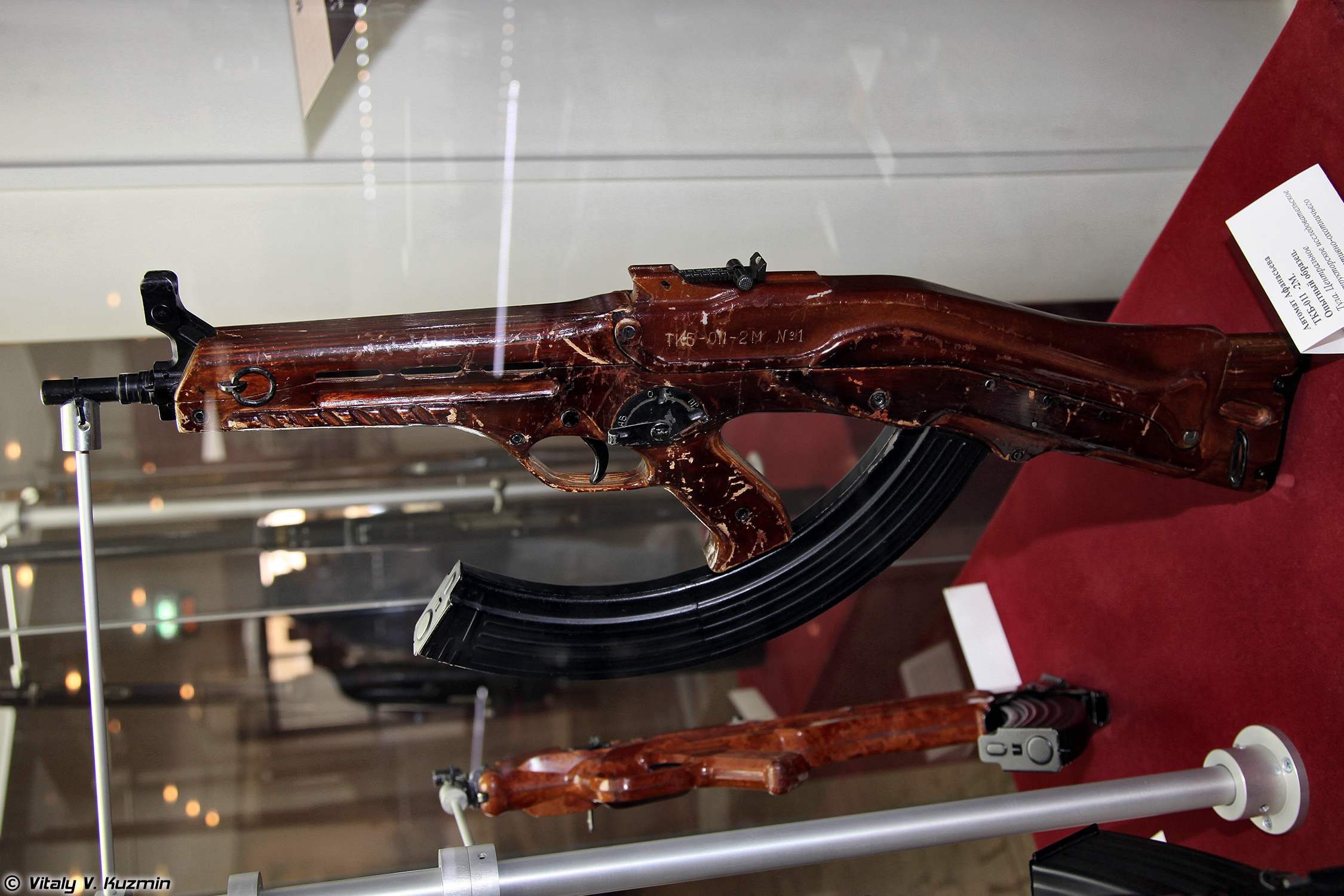
在圖拉國家武器博物館上展出的TKB-011-2M突擊步槍

## 資料來源
- https://web.archive.org/web/20110818053801/http://i2.guns.ru/forums/icons/forum_pictures/000166/166373.jpg

## 外部連結
- （英文）—TKB-011
- （英文）—TKB-011M
- （英文）—TKB-011 2M